# Perchas 2
Perchas 2 es un barrio ubicado en el municipio de San Sebastián en el estado libre asociado de Puerto Rico. En el Censo de 2010 tenía una población de 988 habitantes y una densidad poblacional de 88,04 personas por km².

## Geografía
Perchas 2 se encuentra ubicado en las coordenadas 18°16′16″N 66°55′38″O / 18.27111, -66.92722. Según la Oficina del Censo de los Estados Unidos, Perchas 2 tiene una superficie total de 11,22 km², de la cual 11.22 km² corresponden a tierra firme y (0.02%) 0 km² es agua.

## Demografía
Según el censo de 2010, había 988 personas residiendo en Perchas 2. La densidad de población era de 88,04 hab./km². De los 988 habitantes, Perchas 2 estaba compuesto por el 88,06% blancos, el 0,91% eran afroamericanos, el 0,2% eran amerindios, el 0,1% eran asiáticos, el 8,5% eran de otras razas y el 2,23% pertenecían a dos o más razas. Del total de la población el 99,7% eran hispanos o latinos de cualquier raza.